# 1908-as argentin labdarúgó-bajnokság (első osztály)
Az 1908-as Primera División volt a 17. alkalommal megrendezett, legmagasabb szintű labdarúgó-bajnokság Argentínában.
A címvédő az Alumni volt. A bajnokságot a Belgrano csapata nyerte meg, a bajnokság történetében harmadjára.
A másodosztályból feljutó Nacional csapatának stadionja nem felelt meg az argentin labdarúgó-szövetség szabályainak, így mindössze két mérkőzés lejátszása után kizárták őket.

## Tabella
| Hely. | Csapat           | M  | Gy | D | V  | G+ | G– | Gk  | P  | Továbbjutás vagy kiesés |
| ----- | ---------------- | -- | -- | - | -- | -- | -- | --- | -- | ----------------------- |
| 1.    | Belgrano (B)     | 18 | 15 | 1 | 2  | 49 | 20 | +29 | 31 | Bajnokcsapat            |
| 2.    | Alumni           | 18 | 13 | 1 | 4  | 74 | 18 | +56 | 27 |                         |
| 3.    | Argentino (Q)    | 18 | 12 | 1 | 5  | 44 | 26 | +18 | 25 |                         |
| 4.    | San Isidro       | 18 | 11 | 1 | 6  | 36 | 26 | +10 | 23 |                         |
| 5.    | Estudiantes (BA) | 18 | 11 | 2 | 5  | 37 | 20 | +17 | 24 |                         |
| 6.    | Quilmes          | 18 | 8  | 1 | 9  | 46 | 54 | −8  | 17 |                         |
| 7.    | Porteño          | 18 | 6  | 1 | 11 | 23 | 41 | −18 | 13 |                         |
| 8.    | Reformer         | 18 | 3  | 2 | 13 | 10 | 57 | −47 | 8  |                         |
| 9.    | Lomas            | 18 | 3  | 1 | 14 | 19 | 50 | −31 | 7  |                         |
| 10.   | San Martín (K)   | 18 | 2  | 1 | 15 | 16 | 42 | −26 | 5  | Kiesett                 |

- Az Estudiantes (BA) és a San Martín csapatától is levontak 2–2 pontot.